# Cyanoramphus malherbi
Cyanoramphus malherbi és una espècie d'ocell de la família dels psitàcids endèmic de l'illa Sud de Nova Zelanda. També es troba a les illes Maud, Blumine, Chalky i Tuhua.